# Kofoedova škola
Kofoedovy školy jsou neziskové organizace celoživotního vzdělávání věnující se sociální práci s dospělými lidmi v nepříznivé životní situaci podle sociálně-pedagogického principu „pomoc k svépomoci“. První Kofoedovu školu založil v roce 1928 v dánské Kodani pastor luteránské církve Hans Christian Kofoed. V současné době působí podobné organizace i v dalších zemích – Arménii, Česku, Estonsku, Litvě, Polsku a Ukrajině.
Metody škol vycházejí z křesťanských a humanitárních principů a z tradičního dánského hnutí celoživotního vzdělávání. Cílovou skupinou jsou především nezaměstnaní, rodiče na rodičovské dovolené, osoby pečující o osobu blízkou a jiné osoby bez trvalého příjmu (invalidní důchodci, senioři), kteří se nacházejí v nepříznivé životní situaci. Posláním organizací je pomoci lidem bez práce objevit, rozšířit a využít vlastní možnosti k řešení situace, v níž se nacházejí a kterou chtějí změnit.
Kofoedova škola v České republice zahájila činnost v Ostravě 12. prosince 2002 ve spolupráci se Slezskou diakonií, od roku 2004 je samostatným občanským sdružením. Posléze vznikly ještě pobočky v Karviné, Třinci, Bruntále, Ústí nad Labem a Mostě.
V současné době jsou všechny pobočky Kofoedovy školy, o.s. zrušené.